# Anuropus novaezealandiae
Anuropus novaezealandiae là một loài chân đều trong họ Anuropidae. Loài này được Jansen miêu tả khoa học năm 1981.